# Gisborne
Gisborne este un oraș situat în nord-estul Insulei de Nord (Noua Zeelandă). Se află amplasat la gura de vărsare a râului Turanganui în golful Poverty (Pacific). Orașul se întinde pe o suprafață de 8.351 km² și avea în anul 2006 32.700 locuitori.

## Clima
| Date climatice pentru Gisborne | Date climatice pentru Gisborne | Date climatice pentru Gisborne | Date climatice pentru Gisborne | Date climatice pentru Gisborne | Date climatice pentru Gisborne | Date climatice pentru Gisborne | Date climatice pentru Gisborne | Date climatice pentru Gisborne | Date climatice pentru Gisborne | Date climatice pentru Gisborne | Date climatice pentru Gisborne | Date climatice pentru Gisborne | Date climatice pentru Gisborne |
| Luna                           | Ian                            | Feb                            | Mar                            | Apr                            | Mai                            | Iun                            | Iul                            | Aug                            | Sep                            | Oct                            | Nov                            | Dec                            | Anual                          |
| ------------------------------ | ------------------------------ | ------------------------------ | ------------------------------ | ------------------------------ | ------------------------------ | ------------------------------ | ------------------------------ | ------------------------------ | ------------------------------ | ------------------------------ | ------------------------------ | ------------------------------ | ------------------------------ |
| Maxima medie °C (°F)           | 24.9 (76,8)                    | 24.2 (75,6)                    | 22.6 (72,7)                    | 19.9 (67,8)                    | 17.1 (62,8)                    | 14.7 (58,5)                    | 14.1 (57,4)                    | 14.9 (58,8)                    | 16.8 (62,2)                    | 19.0 (66,2)                    | 21.3 (70,3)                    | 23.3 (73,9)                    | 19,5 (67,1)                    |
| Media zilnică °C (°F)          | 19.2 (66,6)                    | 19.1 (66,4)                    | 17.5 (63,5)                    | 14.8 (58,6)                    | 12.5 (54,5)                    | 10.3 (50,5)                    | 9.7 (49,5)                     | 10.4 (50,7)                    | 12.0 (53,6)                    | 13.9 (57)                      | 15.8 (60,4)                    | 18.1 (64,6)                    | 14,5 (58,1)                    |
| Minima medie °C (°F)           | 13.6 (56,5)                    | 13.6 (56,5)                    | 12.2 (54)                      | 9.6 (49,3)                     | 6.9 (44,4)                     | 5.3 (41,5)                     | 4.6 (40,3)                     | 5.4 (41,7)                     | 6.8 (44,2)                     | 8.6 (47,5)                     | 10.5 (50,9)                    | 12.3 (54,1)                    | 9,1 (48,4)                     |
| Precipitații mm (inches)       | 54 (2.13)                      | 78 (3.07)                      | 99 (3.9)                       | 103 (4.06)                     | 97 (3.82)                      | 125 (4.92)                     | 119 (4.69)                     | 93 (3.66)                      | 101 (3.98)                     | 63 (2.48)                      | 65 (2.56)                      | 67 (2.64)                      | 1.050 (41,34)                  |
| Ore însorite                   | 249.9                          | 200.7                          | 190.7                          | 164.9                          | 145.6                          | 128.6                          | 124.1                          | 163.3                          | 180.7                          | 219.4                          | 217.5                          | 232.4                          | 2.217,7                        |
| Sursă: NIWA Climate Data       |                                |                                |                                |                                |                                |                                |                                |                                |                                |                                |                                |                                |                                |